# Listen and speak
Listen and speak là một EP đầu tiên của nhóm nhạc Hàn Quốc cignature. Nó đã được phát hành vào 22 tháng 9 năm 2020, với bài hát chủ đề là "Arisong"
EP này cũng bao gồm hai đĩa đơn đầu tiên của họ, "Nun Nu Nan Na" và "Assa", được phát hành lần lượt vào ngày 3 tháng 2 năm 2020 và ngày 5 tháng 4 năm 2020.

## Danh sách bài hát
| STT              | Nhan đề                      | Thời lượng |
| ---------------- | ---------------------------- | ---------- |
| 1.               | ""Nun Nu Nan Na (눈누난나)"" | 3:28       |
| 2.               | ""Assa (아사)""              | 3:22       |
| 3.               | ""Arisong (아리송)""         | 3:10       |
| 4.               | ""Daldalhae (달달해)""       | 3:14       |
| 5.               | ""HingHing (힝힝)""          | 3:30       |
| Tổng thời lượng: | Tổng thời lượng:             | 16:44      |